# Káva
Káva é um município da Hungria, situado no condado de Peste. Tem 11,31 km² de área e sua população em 2015 foi estimada em 682 habitantes.